# فرودگاه بای-کوماو مانیک ۱
فرودگاه بای-کوماو مانیک ۱ (به انگلیسی: Baie-Comeau (Manic 1) Airport) یک فرودگاه خصوصی است که یک باند فرود ماسه دارد و طول باند آن ۸۸۴ متر است. این فرودگاه در کشور کانادا قرار دارد و در ارتفاع ۷۶ متری از سطح دریا واقع شده‌است.